# 걸즈 포에버
《걸즈 포에버》(ガールズ フォーエバー 가루즈 호에바*)는 대한민국의 여자 그룹 카라의 일본 세 번째 정규음반으로 2012년 11월 14일에 발매되었다.

## 특징과 대표곡
- 1번 트랙 Electric Boy는 일곱 번째 싱글이다.
- 2번 트랙, 3번트랙 스피드업/걸즈파워는 여섯 번째 싱글이다.
- 10번 트랙 Orion은 일곱 번째 싱글인 Electric Boy의 수록곡이다.
- 11,12,13번 트랙 Jet coaster Love 2012, GO GO Summer 2012, Winter Magic 2012는 세 번째 싱글 Jet Coaster Love, 네 번째 싱글 GO GO Summer, 다섯 번째 싱글 Winter Magic을 2012년버전으로 재편곡해 만든, 보너스 트랙이다.
- 14, 15번 트랙 Jumping (re-mastering), Mister (re-mastering)는 첫 번째 싱글 미스터와 Jumping를 리마스터링 한, 보너스 트랙이다.

## 트랙 리스트
1. エレクトリックボーイ (Electric Boy)
2. スピードアップ (Speed Up)
3. ガールズパワー (Girl's Power)
4. ギミー・ギミー (Gimme Gimme)
5. シェイク イット アップ (Shake it Up)
6. イノセントガール (Innocent Girl)
7. Oops!
8. キスミートゥナイト(Kiss me Tonight)
9. ロックオン (Lock on)
10. オリオン(Orion)
11. ジェットコースターラブ 2012(Jet coaster Love 2012)(보너스 트랙)
12. GO GO サマー！ 2012(GO GO Summer 2012)(보너스 트랙)
13. ウィンターマジック 2012(Winter Magic 2012)(보너스 트랙)
14. ジャンピン (リマスタリング)(Jumping(re-mastering))(보너스 트랙)
15. ミスター (リマスタリング)(Mister(re-mastering))(보너스 트랙)